# Imperi Anuixtigínida
L'Imperi Anuixtigínida va ser un imperi musulmà sunnita turco-persa que va governar grans parts de l'actual Àsia central, Afganistan i l'Iran (regió de Coràsmia) en el període aproximat de 1077 a 1231, primer com a vassalls de l'Imperi seljúcida, i de Kara-khitai (dinastia Liao occidental), i més tard com a governants independents, fins a la conquesta mongola al segle XIII.
S'estima que l'imperi abastava una superfície de 2,3 a 3,6 milions de quilòmetres quadrats al començament del segle xiii, convertint-lo efectivament en un dels imperis terrestres més grans de la història.
La data de la fundació de l'estat dels anuixtigínides continua sent discutible. La dinastia que governava l’imperi va ser fundada per Anuixtigin (també conegut com Garčai), inicialment esclau turc dels governants del Gharjistan, més tard mameluc al servei dels seljúcides. No obstant això, va ser Atsiz, descendent d'Anuixtigin, qui va aconseguir la independència dels seus veïns.
El 1220, els mongols sota el seu governant Genguis Kan van envair l'Imperi Anuixtigínida, conquerint-lo amb èxit en menys de dos anys. Els mongols van explotar les debilitats i conflictes existents a l’imperi, assetjant i saquejant les ciutats més riques, en una de les guerres més cruentes de la història de la humanitat.

## Història

### Orígens
El títol de xa de Coràsmia va ser introduït el 305 dC pel fundador de la dinastia dels àfrigides i va existir fins al 995. Després d'un breu interval, el títol es va restablir. Durant la revolta de Coràsmia el 1017, els rebels van matar el llavors governant de Coràsmia Mamun II i la seva dona Khurra-ji, germana del sultà dels gaznèvides Mahmud de Ghazna. Com a resposta, Mahmud va envair la regió per sufocar la rebel·lió. Més tard va instal·lar un nou governant i va annexionar una part de Coràsmia. Com a resultat, Coràsmia es va convertir en una província de l'imperi dels Gaznèvides i va romandre així fins al 1034.
El 1077 el control de la regió, que anteriorment va pertànyer als seljúcides del 1042 al 1043, va passar a mans d'Anuixtigin Garčai, un comandant mameluc turc dels seljúcides. El 1097, el governador corasmi d'origen turc Ekinchi ibn Qochqar es va declarar independent dels seljúcides i es va proclamar xa de Coràsmia. Tanmateix, després d'un breu període, va ser assassinat per alguns emirs seljúcides que s'havien aixecat en la revolta. Posteriorment, fou substituït pel fill d'Anuixtigin Garčai, Atsiz, que havia reconquerit la regió. Així, Atsiz es va convertir en el primer membre de la dinastía.

### Auge

#### Anuixtigin Garčai
Anuixtigin Garčai va ser un comandant mameluc turc dels seljúcides i governador de Coràsmia des de aproximadament el 1077 fins al 1097. Va ser el primer membre de la seva família a governar Coràsmia, i homònim de la dinastia que governaria la província el segle XII i principis del segle xiii.
Anuixtigin va ser posat al comandament juntament amb el seu mestre Al-Taj Gümüshtegin el 1073 pel sultà seljúcida Màlik-Xah I per recuperar el territori del nord del Gran Khorasan que els gaznèvides havien ocupat. Posteriorment va ser nomenat tasht-dar del sultà (en persa: "guardià dels vaixells reials") i, com que els ingressos de Coràsmia es van utilitzar per pagar les despeses ocasionades per aquest càrrec, va ser nomenat governador de la província. Els detalls del seu mandat com a governador no són clars, però va morir el 1097 i el càrrec es va donar breument a Ekinchi ibn Qochar abans de ser transferit al seu fill, Atsiz.

#### Atsiz ibn Muhammad
Atsiz va guanyar la seva posició després de la mort del seu pare el 1127. Durant la primera part del seu regnat, es va centrar a assegurar Coràsmia dels atacs nòmades. El 1138 es va rebel·lar contra el seu sobirà, el sultà seljúcida Àhmad Sanjar, però va ser derrotat a Hazarasp i obligat a fugir. Sanjar va instal·lar el seu nebot Suleiman Shah com a governant de Coràsmia i va tornar a Merv. Atsiz va tornar, però, i Suleiman Shah no va poder mantenir la província. Atsiz va atacar Bukharà, però el 1141 es va sotmetre de nou a Sanjar, que el va perdonar i li va retornar formalment el control de Coràsmia. El mateix any que Sanjar va perdonar Atsiz, els kara-khitai dirigits per Yelü Dashi van derrotar els seljúcides a Qatwan, prop de Samarcanda, i van aprofitar la derrota per envair Khorasan, ocupant Merv i Nixapur. Yelü Dashi, però, va enviar una força per saquejar Coràsmia, obligant Atsiz a pagar un tribut anual. El 1142, Atsiz va ser expulsat de Khorasan per Sanjar, que va envair Coràsmia l'any següent i va obligar Atsiz a tornar al vassallatge, tot i que va continuar rendint tribut a Kara-khitai fins a la seva mort. Sanjar va emprendre una altra expedició contra Atsiz el 1147 quan aquest es tornà a rebel·lar.
Atsiz era un polític i governant flexible i va poder maniobrar entre el poderós sultà Sanjar i el també poderós Yelü Dashi. Va continuar la política d'acumular terres iniciada pels seus predecessors, annexionant Djand i la península de Manguistau a Coràsmia. Moltes tribus nòmades depenien del xa de Coràsmia. Cap al final de la seva vida, Atsiz va subordinar tota la part nord-oest de l'Àsia central i, de fet, va aconseguir la seva independència dels veïns.

### Expansió territorial

#### Il-Arslan i Tekix

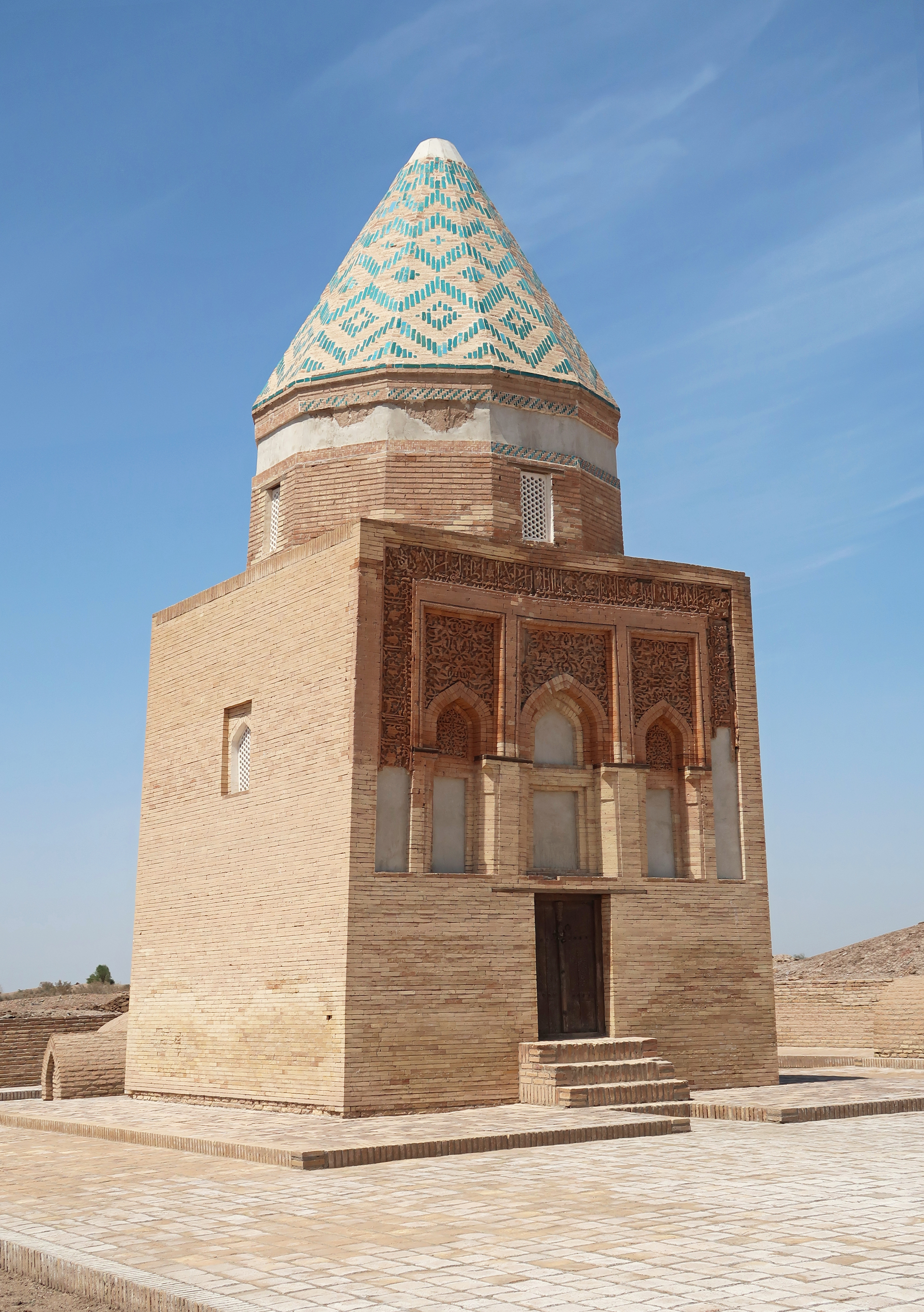
Mausoleu del xa de Coràsmia, Il-Arslan, a l'actual Turkmenistan

Il-Arslan va ser el xa de Coràsmia des del 1156 fins al 1172. Era fill d'Atsiz. Inicialment, Il-Arslan va ser nomenat governador de Djand, un lloc avançat del Sirdarià que havia estat reconquerit recentment pel seu pare. El 1156, Atsiz va morir i Il-Arslan el va succeir com a xa. Com el seu pare, va decidir homenatjar tant el sultà seljúcida Sanjar com el gurkhan Kara-khitai.
Sanjar va morir pocs mesos després de l'ascensió d'Il-Arslan, provocant el caos al Khorasan seljúcida. Això va permetre a Il-Arslan trencar efectivament la sobirania dels seljúcides, tot i que va mantenir l'amistat amb el successor de Sanjar, Mas'ud. Com el seu pare, Il-Arslan va intentar ampliar la seva influència a Khorasan.
El 1158, Il-Arslan es va involucrar en els assumptes d'un altre estat vassall de Kara-Khitai, els karakhànides de Samarcanda. El karakhànida Chaghri Khan havia estat perseguint els karlucs al seu regne, i diversos líders karlucs van fugir a Coràsmia i van demanar ajuda a Il-Arslan, que va respondre envaint els dominis de Karakhnid, prenent Bukharà i assetjant Samarcanda, on Chaghri Khan s'havia refugiat. Aquest últim va apel·lar tant als turcs de Sirdarià com als Kara-Khitai, i el gurkhan va enviar un exèrcit, però el seu comandant va dubtar a entrar en conflicte amb els corasmis.
El 1172, els Kara-khitai van llançar una expedició punitiva contra Il-Arslan, que no havia pagat l'homenatge anual requerit. L'exèrcit corasmi va ser derrotat. Il-Arslan va morir poc després. Després de la seva mort, l'estat es va veure breument embolicat en la confusió, ja que la successió es va disputar entre els seus fills Tekix i Sultan Shah. Tekix va sortir victoriós i, posteriorment, va governar l'imperi del 1172 al 1200.
Tekix es va mantenir amb les polítiques expansionistes del seu pare Il-Arslan. Tot i obtenir el seu tron gràcies a l'ajut de Kara-khitai, més tard va alliberar el seu estat de la seva sobirania i va rebutjar la posterior invasió de Coràsmia per part de Kara-khitai. Tekix va mantenir relacions estretes amb les tribus oghuz i kiptxak de les rodalies de la mar d'Aral, i les va reclutar de vegades per a la seva conquesta de l'Iran. Un gran nombre d'aquests turcmans encara eren pagans i eren coneguts a l'Iran per la seva barbàrie i ferocitat.
El 1194, Tekix va derrotar el sultà seljúcida de Hamadan, Toghrul III, en una aliança amb el califa An-Nasir, i va conquerir els seus territoris. Després de la guerra, va trencar amb el califat i va estar a la vora d'una guerra amb ell fins que el califa el va acceptar com a soldà de l'Iran, Khorasan i Turkestan el 1198. Tekix va morir d'un abscés peritonsilar el 1200. i el va succeir el seu fill, Alà ad-Din Muhàmmad. La seva mort va desencadenar revoltes espontànies i una massacre generalitzada dels odiats soldats turcs corasmis estacionats a l'Iran.

### Descens i caiguda

#### Muhàmmad de Coràsmia

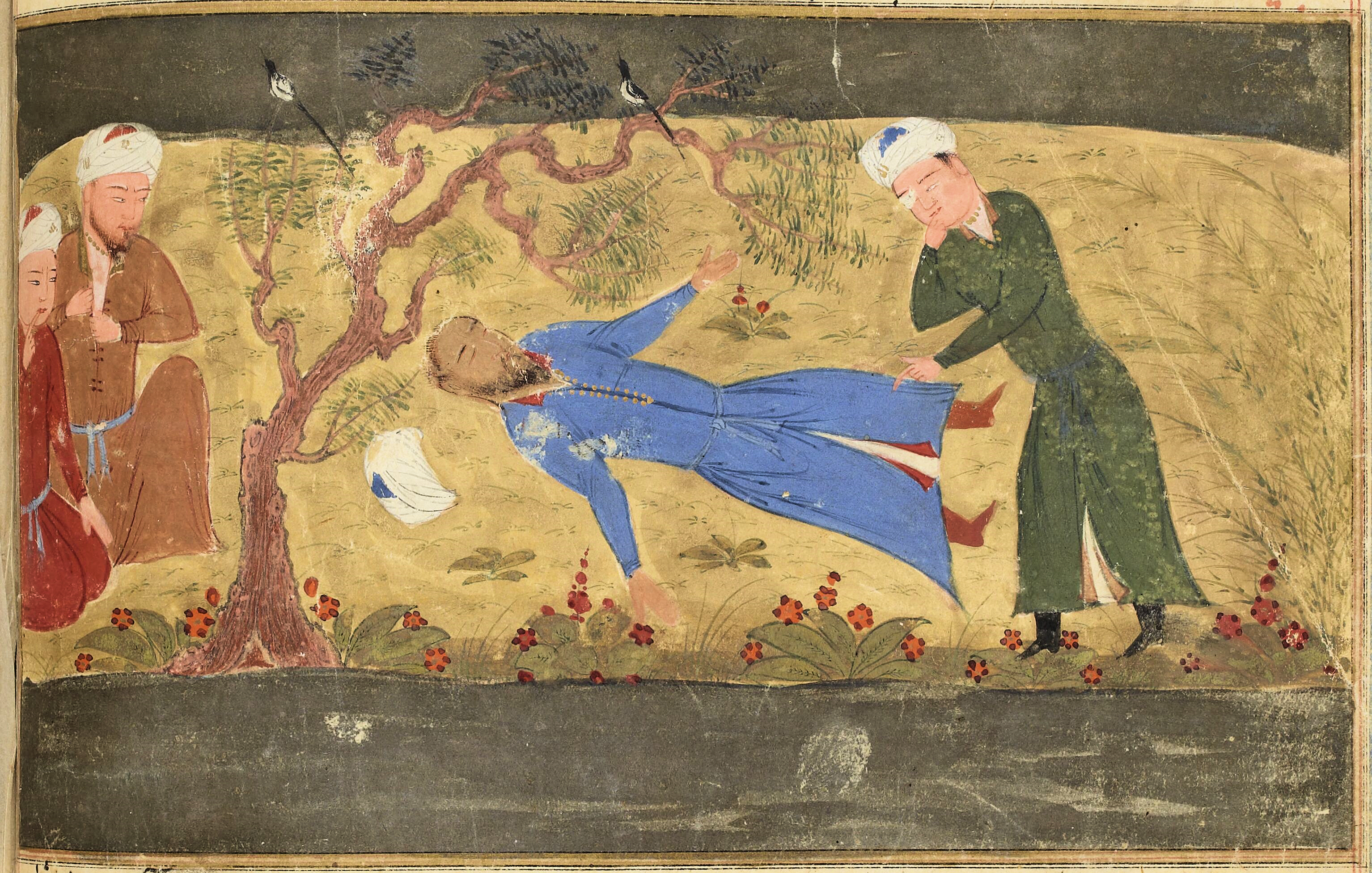
Mort de Muhàmmad de Coràsmia. De l'obra Jami at-Tawàrikh, de Raixid-ad-Din

Després de la mort del seu pare Tekix, Muhàmmad el va succeir. El 1218, un petit contingent de mongols va creuar les fronteres a la recerca de Kutxlug, un general enemic fugit. En recuperar-lo amb èxit, Genguis Kan va entrar en contacte amb el Shah. Genguis buscava obrir relacions comercials, però després d'escoltar informes exagerats dels mongols, el Shah va creure que aquest gest només era una estratagema per envair Coràsmia.
Genguis va enviar emissaris a Coràsmia per emfatitzar la seva esperança en una ruta comercial. Muhàmmad, al seu torn, va fer que un dels seus governadors (Inalchuq, el seu oncle) els acusés obertament d'espionatge, confiscant els seus béns i detenint-los.
Intentant mantenir la diplomàcia, Genguis va enviar tres homes al Shah, per donar-li l'oportunitat de desmentir els actes del governador i lliurar-lo als mongols perquè el castiguessin. El Shah va executar els enviats. Aquests fets van portar a Genghis a prendre represàlies amb una força de 100.000 a 150.000 homes que van creuar el Sirdarià el 1219 i van saquejar les ciutats de Samarcanda, Bukharà, Otrar i altres. Gurganj, la capital de Muhàmmad, va seguir poc després.

#### Terken Khatun

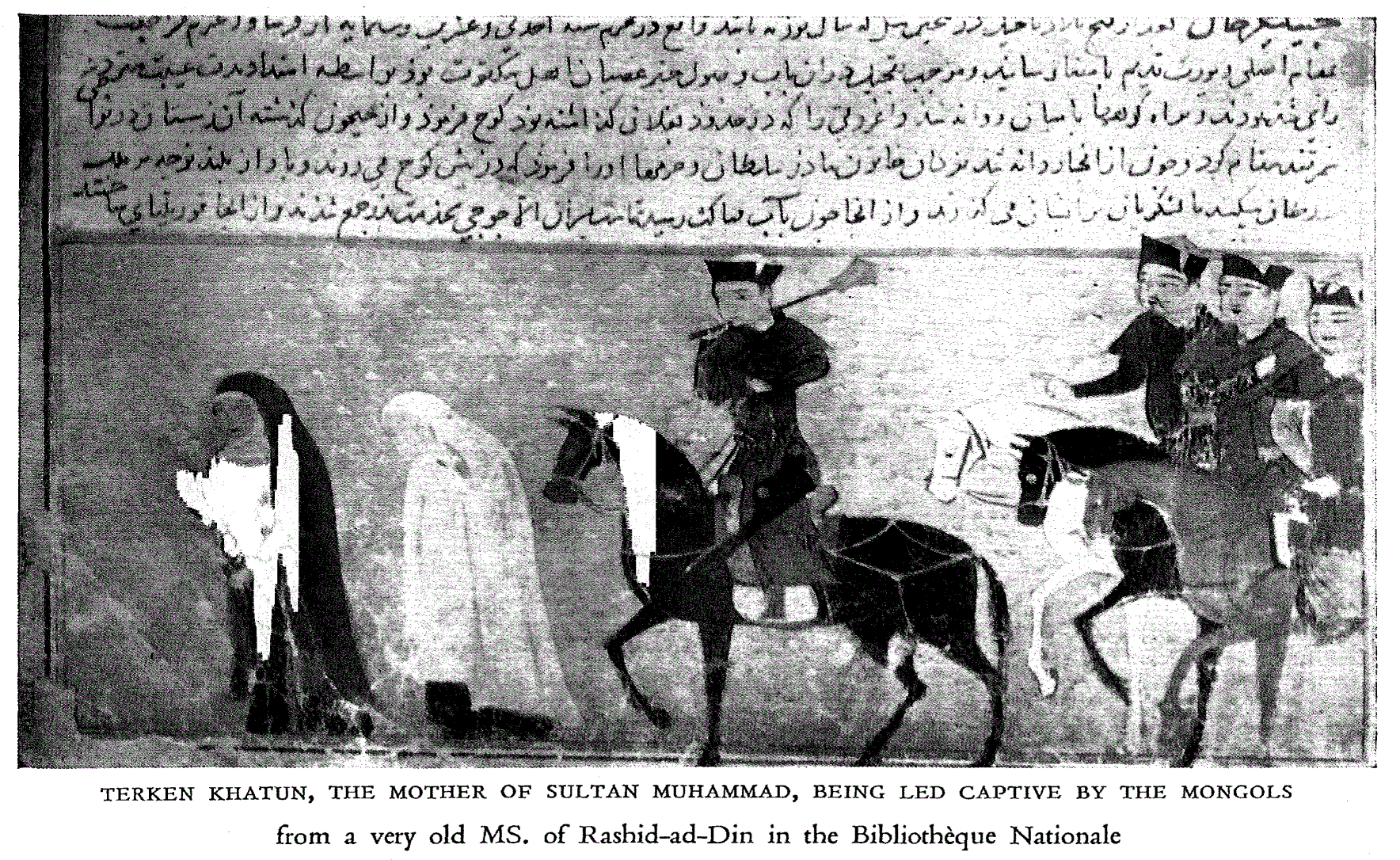
Terken Khatun, captiva dels mongols

A la vigília de la invasió mongola, es va desenvolupar una diarquia a l’Imperi Corasmi. El xa Muhàmmad va ser considerat el governant absolut, però la influència de la seva mare Terken Khatun també va ser gran. Terken Khatun fins i tot va tenir el làqab: "el governant del món" (Khudavand-e Jahaan), i un altre pels seus decrets: "Protector de pau i fe, Turkan el Gran, el governant de les dones dels dos mons". Terken Khatun tenia un diwan separat, un palau separat i les ordres del sultà no es consideraven efectives sense la seva signatura. Aquest fet, unit als seus conflictes amb Muhàmmad, podrien haver contribuït a la impotència de l’Imperi Corasmi davant l’atac mongol.
El 1221 va ser capturada per les tropes de Genguis Kan i va morir en la pobresa a Mongòlia.

#### Invasió i col·lapse mongol

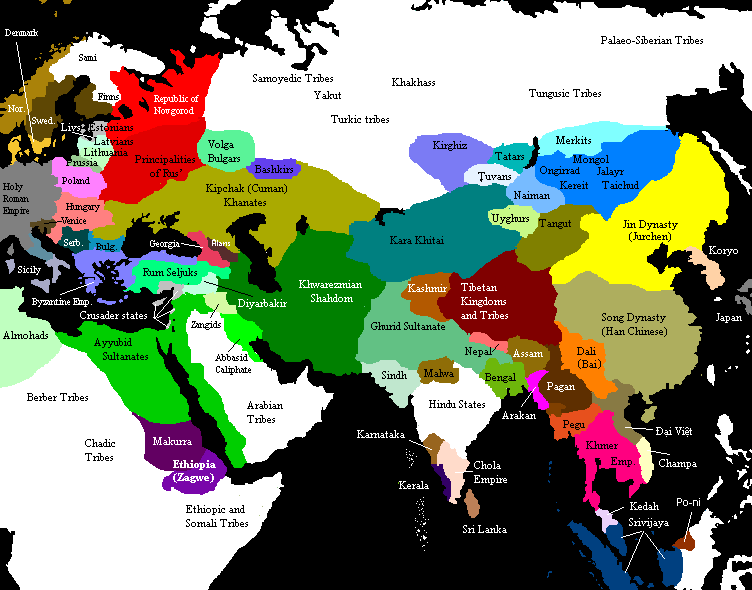
Euràsia c. 1200, la vigília de les invasions mongoles

El 1218, Genguis Kan va enviar una missió comercial a l'estat, però a la ciutat d'Otrar, el governador, sospitant que els ambaixadors del Khan eren espies, va confiscar els seus béns i els va executar. Genguis Kan va exigir reparacions, que el Shah es va negar a pagar. Genguis va prendre represàlies amb una força de 100.000 a 200.000 homes, llançant una invasió de múltiples vessants. El febrer de 1220 l'exèrcit mongol va creuar el Sirdarià. Els mongols van assaltar Bukharà, Gurganj i la capital Samarcanda. El Shah va fugir i va morir setmanes més tard en una illa al mar Caspi.
El fill d'Ala ad-Din Muhàmmad, Jalal-ad-Din Mangubertí, es va convertir en el nou sultà (va rebutjar el títol de Shah). Va intentar fugir cap a l'Índia, però els mongols el van capturar abans d'arribar-hi i va ser derrotat en la batalla de l'Indus. Va escapar i va buscar asil al sultanat de Delhi. No obstant això, Iltutmix li va negar l'asil en deferència a la seva relació amb els califes abbàsides. De retorn a Pèrsia, va reunir un exèrcit i va restablir un regne. Va perdre el poder sobre Pèrsia en una batalla contra els mongols a les muntanyes d'Elburz. Escapant al Caucas, va capturar Azerbaidjan el 1225, establint la seva capital a Tabriz. El 1226 va atacar Geòrgia i va saquejar Tbilisi. Seguint les terres altes armènies, va xocar amb els aiúbides, capturant la ciutat d'Ahlat al llarg de la riba occidental del llac Van, que va buscar l'ajut del sultanat seljúcida de Rum. El sultà Kaykubad I el va vèncer a Erzincan, a l'Eufrates superior, a la batalla de Yassıçemen el 1230. Va escapar a Diyarbakir, mentre els mongols van conquerir Azerbaidjan en la confusió que va seguir. Va ser assassinat el 1231 per bandolers kurds.

#### Jalal ad-Din Miangubertí

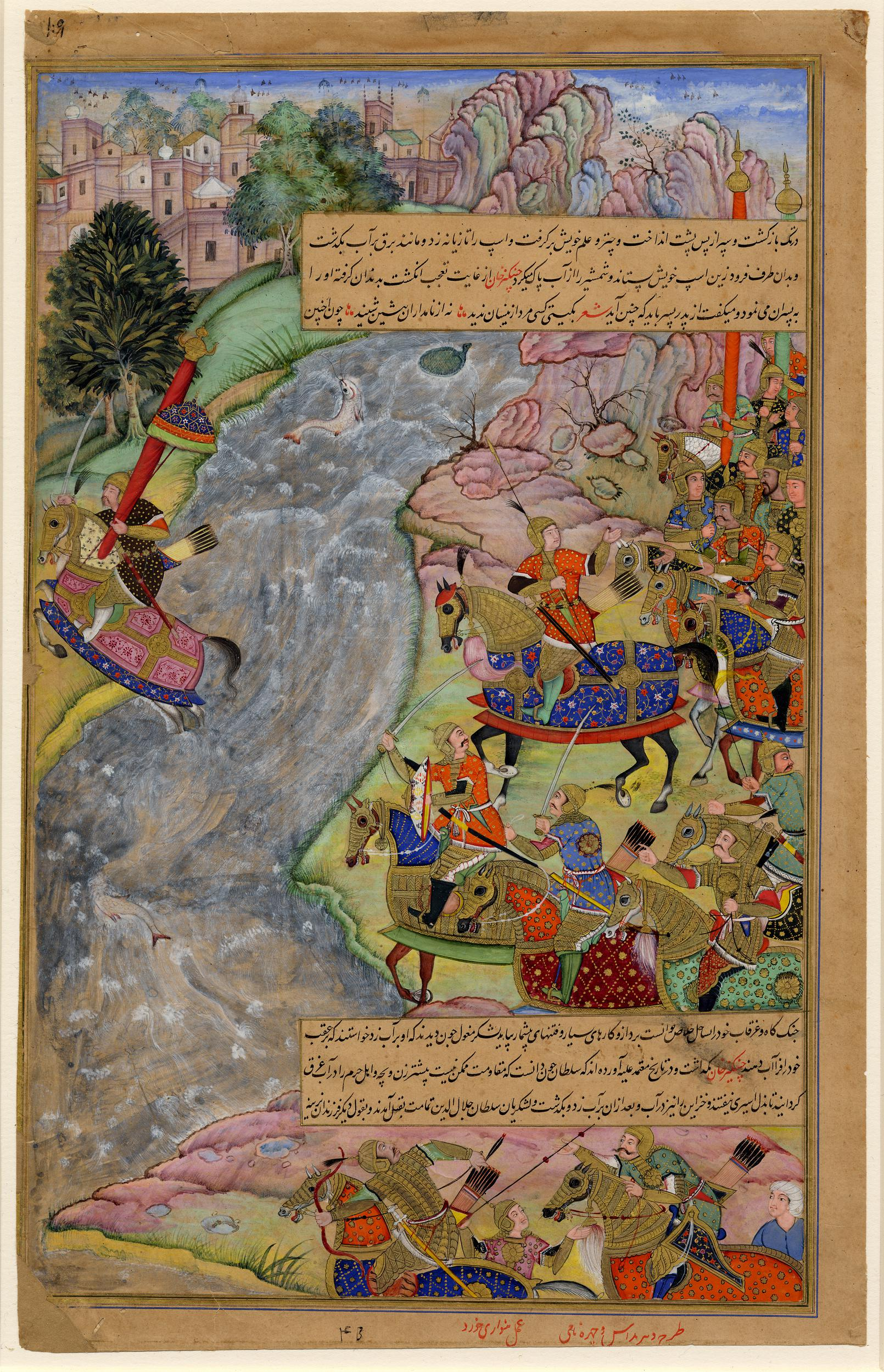
Jalal al-Din creuant el riu Indus, escapant de Genguis Kan i de l'exèrcit mongol

Jalal-ad-Din va ser l'últim dels xas de Coràsmia, i va governar les restes de l'imperi i del nord-oest de l'Índia del 1220 al 1231. Va ser el fill gran d'Ala ad-Din Muhàmmad II, mentre que la seva mare era una concubina turcmana anomenada Ay Chichek A causa del baix estatus de la mare de Jalal-ad-Din, la seva poderosa àvia i la princesa kiptxak Terken Khatun es van negar a donar-li suport com a hereu al tron i van afavorir al seu germanastre Uzlagh-Shah, la mare del qual també era kiptxak. Jalal al-Din apareix per primera vegada als registres històrics el 1215, quan Muhàmmad II va dividir el seu imperi entre els seus fills, donant la part sud-oest (part de l'antic Imperi dels Gúrides) a Jalal-ad-Din.
Després de la derrota del seu pare, Ala ad-Din Muhàmmad II, per part de Genguis Kan el 1220, Jalal-ad-Din Mangubertí va arribar al poder i es va retirar amb les forces restants, mentre era perseguit pels mongols, que va derrotar en la batalla de Parwan, al nord de Kabul. Després de reunir un exèrcit i entrar a Pèrsia, Jalal-ad-Din va intentar restablir el regne de Coràsmia. No va consolidar mai el seu poder, passant la resta dels seus dies lluitant contra els mongols, els seljúcides de Rum i els pretendents al seu propi tron. El seu domini a la regió requeria campanyes any rere any. Jalal-ad-Din va ser assassinat el 1231 per un kurd desconegut, presumptament emprat pels seljúcides.